# Dorsale Asgard
La dorsale Asgard è una catena montuosa situata nella regione centro-occidentale della Dipendenza di Ross, sulla costa di Scott, in Antartide. La dorsale, che fa parte della catena delle montagne del Principe Alberto, è orientata in direzione nord-est/sud-ovest, nella quale si estende per circa 80 km, arrivando a una larghezza massima di circa 25 km, ed è costeggiata a sud dalla valle di Taylor, che la separa dai colli Kukri, e a nord dalla valle di Wright, che la separa dalla dorsale Olympus. Dalla sommità della dorsale Asgard, la cui vetta più alta è quella del monte Round, che arriva a 2410 m s.l.m., discendono molti ghiacciai, alcuni dei quali fluiscono verso sud o sud-est, come il Rhone, il Lacroix e lo Suess, arrivando quasi sul fondo della valle di Taylor e alimentando, durante il loro scioglimento estivo, alcuni dei laghi glaciali lì presenti, e altri che fluiscono verso nord o nord-ovest, come il Denton, il Bartley e il Valhalla, arrivando quasi sul fondo della valle di Wright e alimentando, durante l'estate antartica, il fiume Onyx.

## Storia
La catena è stata scoperta nel corso della spedizione Discovery, condotta negli anni 1901-04 e comandata dal capitano Robert Falcon Scott, ma così battezzata solo in seguito dai membri della spedizione neozelandese di ricerca antartica svolta dall'Università Victoria di Wellington nella stagione 1958-59 in riferimento ad Ásgarðr, che, nella mitologia norrena, è la residenza degli Asi, ossia degli dèi, signori assoluti del cielo.

## Mappe
Di seguito una serie di mappe in scala 1:250 000 realizzate dallo USGS:

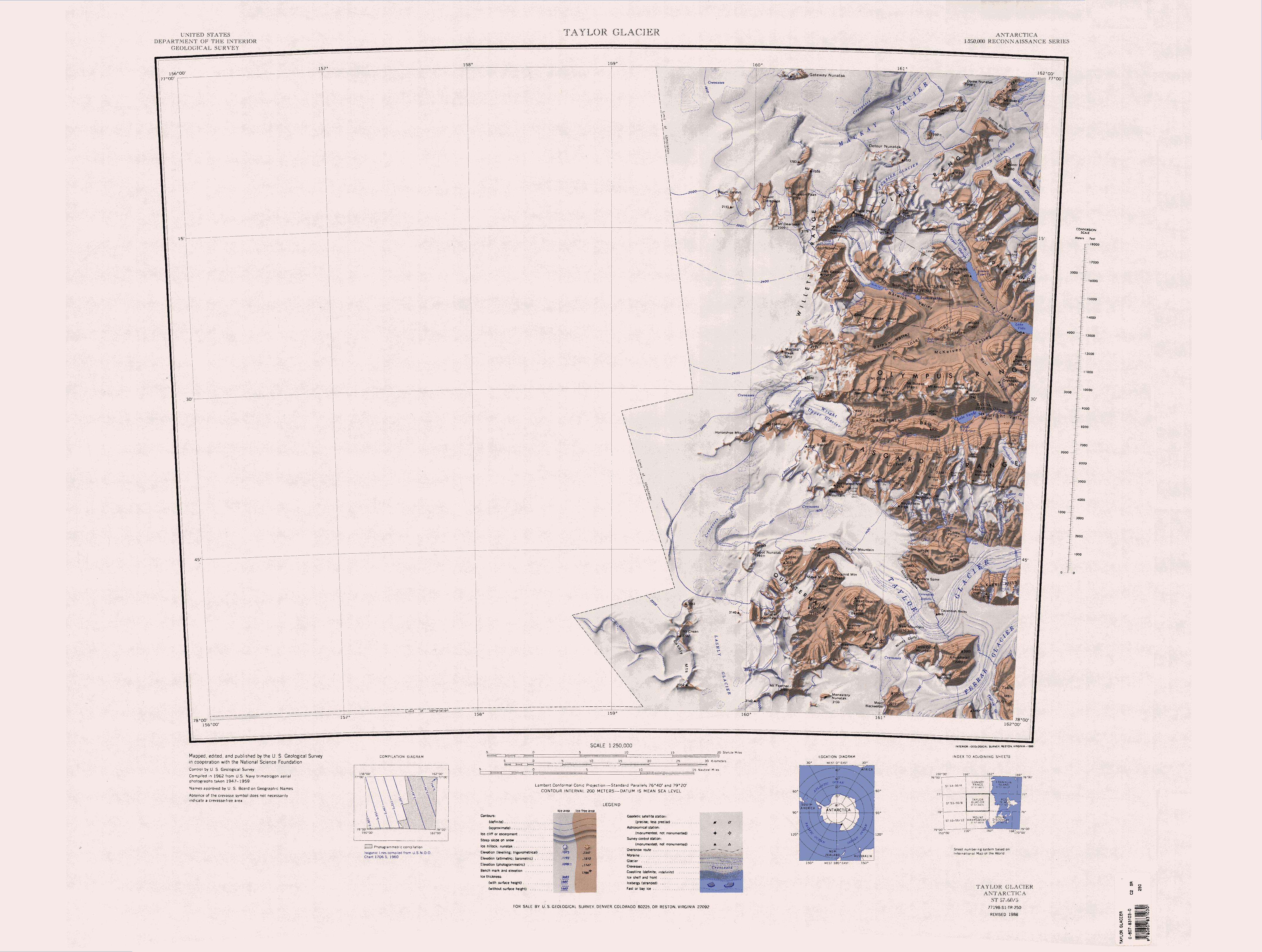
Nella parte orientale di questa mappa è possibile vedere la parte occidentale della dorsale Asgard.
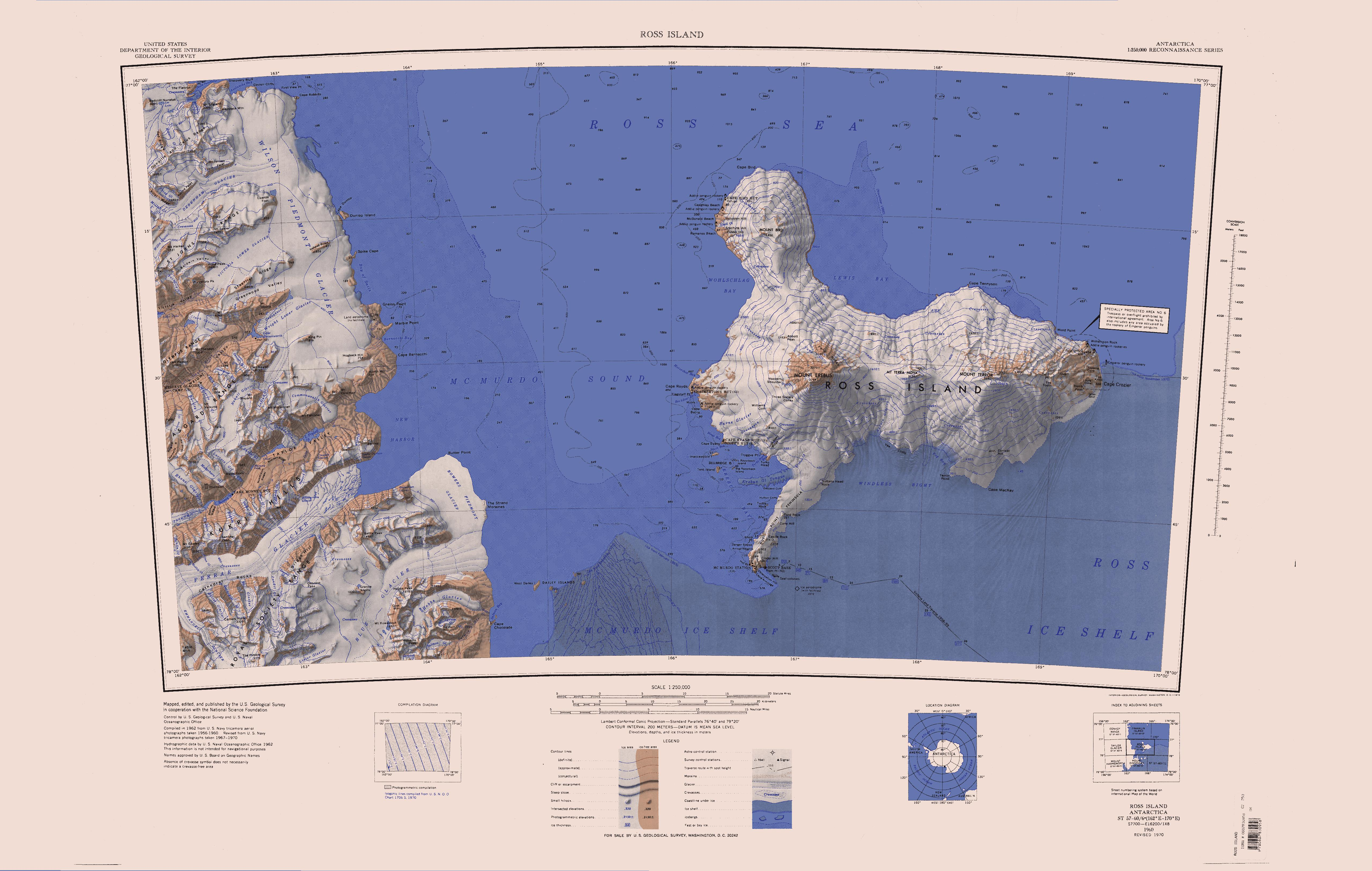
Nella parte occidentale di questa mappa è possibile vedere la parte orientale della dorsale Asgard.